# Sajókaza
Sajókaza is een plaats (község) en gemeente in het Hongaarse comitaat Borsod-Abaúj-Zemplén. Sajókaza telt 3636 inwoners, een overgroot deel van de inwoners is Roma.(2001).